# نيكولاس ميكلوهو ماكلاي
نيكولاس ميكلوهو ماكلاي (1846-1888) كان مستكشفًا، وعالم أعراق، وعالم أنثروبولوجيا، وعالم أحياء روسيًا، اشتهر بكونه واحدًا من أوائل العلماء الذين استقروا في غينيا الجديدة لدراسة بشر لم يروا أوروبيًا من قبل.
قضى ميكلوهو ماكلاي الوقت الأكبر في حياته منشغلًا بالسفر والبحوث العلمية في الشرق الأوسط، وأستراليا، وغينيا الجديدة، وميلانيزيا، وبولنيزيا. أصبحت أستراليا بلده المختار وسيدني موطن عائلته.
كان شخصية بارزة في الوسط العلمي الأسترالي في القرن التاسع عشر، وانخرط في قضايا مهمة في تاريخ أستراليا وغينيا الجديدة. كتب رسائل إلى صحف أسترالية، معربًا عن معارضته السخرة وتجارة العبيد («بلاكبيردينغ»/صيد العبيد) في أستراليا وكاليدونيا الجديدة والمحيط الهادئ، بالإضافة إلى معارضته التوسع الاستعماري البريطاني والألماني في غينيا الجديدة. في أثناء وجوده في أستراليا، بنى أول محطة بحث بيولوجي في نصف الكرة الجنوبي، وانتُخب للانضمام إلى جمعية لينيان في نيوساوث ويلز، وكان ذا دور فعال في تأسيس جمعية البيولوجيا الأسترالية، وأقام في نادي النخبة الأسترالي، وأصبح صديقًا حميمًا لعالم الهواة والشخصية السياسية السير وليام ماكلي، وتزوج ابنة رئيس وزراء نيوساوث ويلز. ساهم أحفاده الثلاثة جميعهم في الحياة العامة في أستراليا.

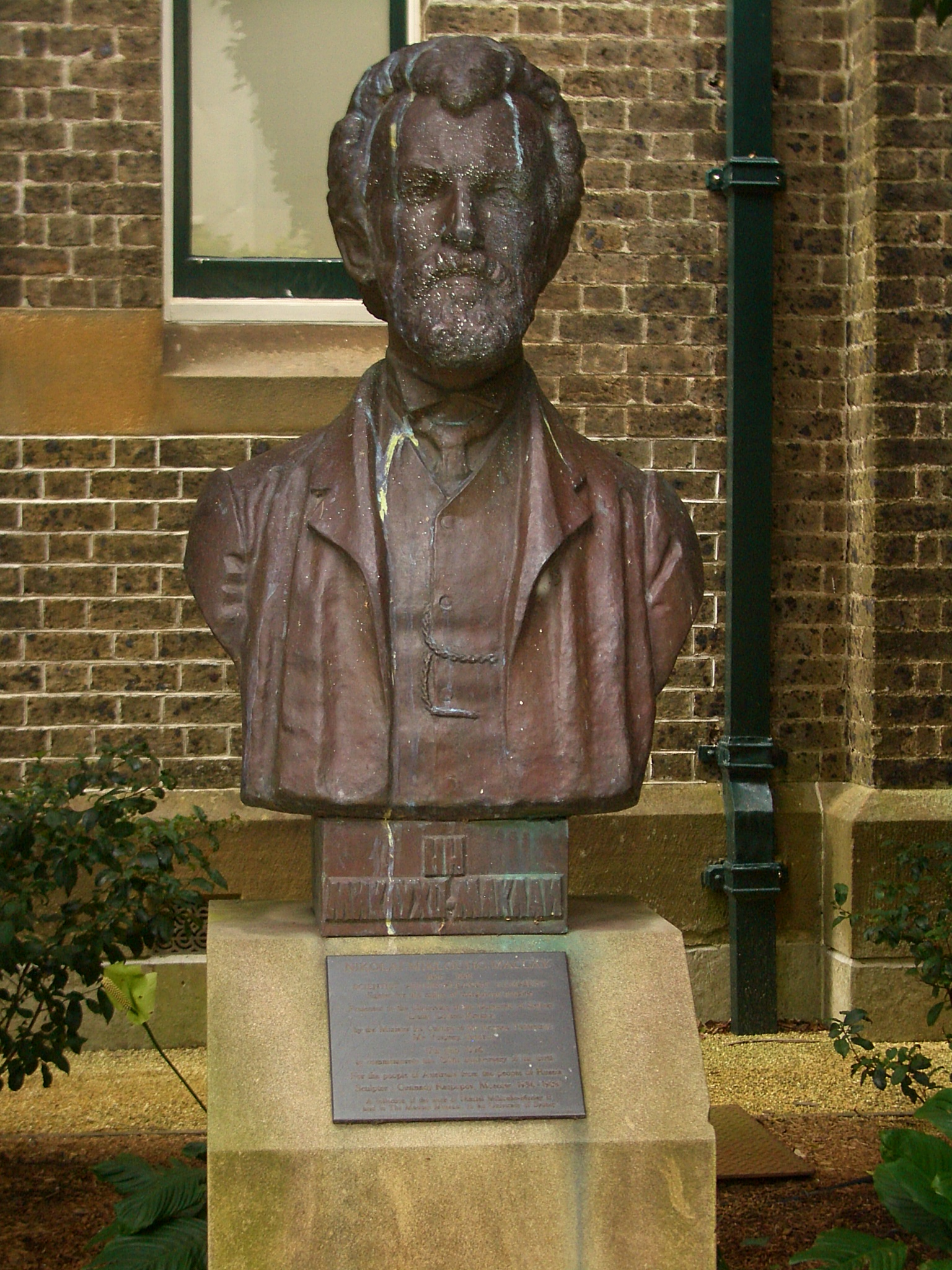
تمثال نصفي لميكلوهو ماكلاي، متحف ماكلي في جامعة سيدني.

اليوم، يُعرف ميكلوهو ماكلاي، الذي كان من أتباع تشارلز داروين المبكرين، بأنه عالم اعتمد على أبحاثه في التشريح المقارن، ليصبح من أوائل علماء الأنثروبولوجيا الذين دحضوا وجهة النظر السائدة القائلة إن الأعراق البشرية المختلفة تنتمي إلى أنواع مختلفة.

## آراؤه في الأنثروبولوجيا
في الأوساط العلمية والأنثروبولوجية خلال خمسينيات القرن التاسع عشر وستينياته، جرت الكثير من النقاشات المتعلقة بدراسة الأجناس البشرية وتفسير الخصائص العرقية. حاول بعض علماء الأنثروبولوجيا، ومن بينهم صموئيل مورتون، إثبات فكرة مفادها أن الأعراق البشرية غير متساوية في القيمة، وأن «الانتقاء الطبيعي» قدّر للبيض أن يحكموا الأعراق «الملونة».
قلّل بعض العلماء، مثل إرنست هيكل أستاذ ميكلوهو ماكلاي في شبابه، من شأن من اعتبروهم شعوبًا «متخلفة» كشعب بابوا، وشعب بوشمن، وغيرهم، إذ كانت هذه الشعوب في نظرهم «وسيطة» بين الأوروبيين وأسلافهم الحيوانية. متمسكًا بنظرية التطور لداروين، خالف ميكلوهو ماكلاي هذه التصورات، وقاده هذا السؤال إلى جمع الحقائق العلمية ودراسة السكان ذوي البشرة الداكنة في غينيا الجديدة. وبناءً على أبحاثه في التشريح المقارن، كان ميكلوهو ماكلاي واحدًا من أوائل علماء الأنثروبولوجيا الذين دحضوا فكرة «تعدد الأصول»، التي ترى أن الأعراق البشرية المختلفة تنتمي إلى أنواع مختلفة.

يقول ليو تولستوي موجهًا الخطاب لميكلوهو ماكلاي:
بتجربتك، كنتَ أول من أظهر بما لا يترك مجالاً للشك أن الإنسان هو الإنسان في كل مكان، أي أنه الكائن الاجتماعي اللطيف الذي يمكن أن يُخاطَب، ويجب أن يُخاطَب، باللطف والحقيقة، لا بالبنادق والشر. لا أعرف ما الذي ستفعله مساهماتك واكتشافاتك في العلوم التي تخدمها، لكن تجربتك في الاتصال بالشعوب البدائية ستغير مستقبل العلم الذي أخدمه، العلم الذي يعلم البشر العيش معًا.

## معارضة العبودية
إن آراء ميكلوهو مكلاي الإنسانية دفعته إلى خوض الحملات المناهضة لممارسة تجارة الرقيق والبلاكبيردينغ (صيد العبيد)، التي جرت بين جزر ميلانيزيا من جهة، والمزارع في ولاية كوينزلاند وفيجي وساموا وكاليدونيا الجديدة من الجهة الأخرى. في نوفمبر عام 1878، أبلغته الحكومة الهولندية أنها تتحرى -بناءً على توصياته- تجارة الرقيق في تيرنات وتيدور. ابتداءً من عام 1879، كتب عددًا من الرسائل إلى الصحف الأسترالية، وراسل السير آرثر جوردون، المفوض السامي لغرب المحيط الهادئ، من أجل حماية حقوق الأرض لأصدقائه على ساحل ماكلاي في شمال شرق غينيا الجديدة، ولإنهاء تجارة الأسلحة والمسكرات في جنوب المحيط الهادئ.